# Yaw-yan
Yaw-Yan, também chamado sayaw ng kamatayan (lit. dança da morte) é uma arte marcial filipina desenvolvida por Napoleon Fernandez. É uma forma de kickboxing semelhante ao muay thai, mas difere no movimento de torção do quadril, bem como a natureza para baixo do corte de seus chutes. O yaw-yan também difere do muay thai porque seus praticantes podem realizar seus ataques à longa distância.
Praticantes de yaw-yan participam em vários torneios de artes marciais mistas nas Filipinas, como o Universal Reality Combat Championship e o Fearless Combat.

## História
O criador do yaw-yan foi Napoleão A. Fernandez, um nativo da província de Quezon. A palavra yaw-yan foi derivada das duas últimas sílabas de sayaw ng kamatayan, que significa "dança da morte". O yaw-yan reflete a crescente popularidade do kickboxing (e posteriormente das artes marciais mistas), nas Filipinas e no mundo. O estilo inclui elementos de golpes, derrubadas, lutas do arnis com bastões e facas, e técnicas adicionais do kickboxing.